# Patek Philippe & Co.
Patek Philippe SA es una manufactura suiza dedicada a la fabricación y a la comercialización de sus propios relojes de lujo, ubicada en el cantón de Ginebra y en el Valle de Joux. Fundada en 1839, lleva el nombre de dos de sus fundadores, Antoni Patek y Adrien Philippe. Desde 1932 ha sido propiedad de la familia Stern, y sigue siendo el último fabricante de relojes independiente de propiedad familiar en Ginebra. Es uno de los fabricantes de relojes más antiguos del mundo, con una historia ininterrumpida en esta actividad desde su fundación. Diseña y fabrica relojes, así como movimientos, incluidos algunos de los relojes mecánicos más complicados del mundo. La empresa mantiene más de 400 puntos de venta en distintos países y más de una docena de centros de distribución en Asia, Europa, América del Norte y Oceanía. En 2001, abrió el Museo Patek Philippe en Ginebra.
Patek Philippe es considerado uno de los fabricantes de relojes más prestigiosos del mundo. En julio de 2023, entre los diez relojes de mayor precio en subasta del mundo, nueve eran relojes de la firma Patek Philippe. En particular, el Patek Philippe Grandmaster Chime Ref. 6300A-010 ostenta actualmente el título del reloj (y reloj de pulsera) más caro jamás vendido en una subasta (31 millones de dólares/27 millones de francos suizos), mientras que el Patek Philippe Henry Graves Supercomplication, el reloj mecánico más complicado del mundo hasta 1989, ostenta actualmente el título del reloj de bolsillo más caro jamás vendido en una subasta (24 millones de dólares/21 millones de francos suizos).

## Historia

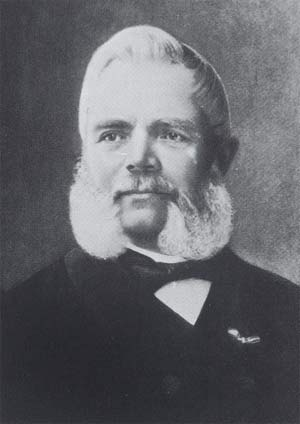
Antoni Patek

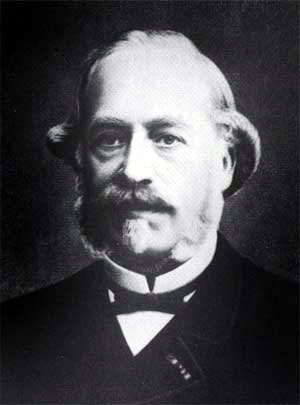
Adrien Philippe

### Orígenes
La empresa remonta sus orígenes a mediados del siglo XIX, cuando el relojero polaco Antoni Patek y su socio comercial también polaco (aunque de origen checo), Franciszek Czapek, fundaron Patek, Czapek & Cie en Ginebra el 1 de mayo de 1839 y comenzaron a fabricar relojes de bolsillo. Debido a desacuerdos entre ellos, Czapeck salió del negocio, y la empresa se convirtió en una sociedad mercantil a partir del 18 de abril de 1845. En aquel momento, Czapek fundó  Czapek & Cie el 1 de mayo de 1845 con un nuevo socio, Juliusz Gruzewski. Posteriormente, Patek se asoció con el relojero francés Adrien Philippe, inventor del mecanismo de cuerda sin llave (aunque esta configuración había sido descubierta previamente por Abraham Louis Breguet, pero no la había patentado), y continuó el negocio de la relojería con una nueva compañía, Patek & Cie, a partir del 15 de mayo de 1845.
El 1 de enero de 1851, el nombre de la compañía se cambió oficialmente a Patek, Philippe & Cie. Ese mismo año, la reina Victoria del Reino Unido adquirió un reloj de colgante sin llave de la firma en la Gran Exposición de Londres. El reloj estaba adornado con diamantes de talla rosa engastados en el patrón de un ramo de flores. La Reina tenía otro reloj exclusivo de Patek Philippe, para usar prendido a la ropa. Este reloj estaba prendido de un broche de diamantes y esmalte. En 1868, Patek Philippe creó el primer reloj de pulsera suizo para la condesa Koscowicz de Hungría.

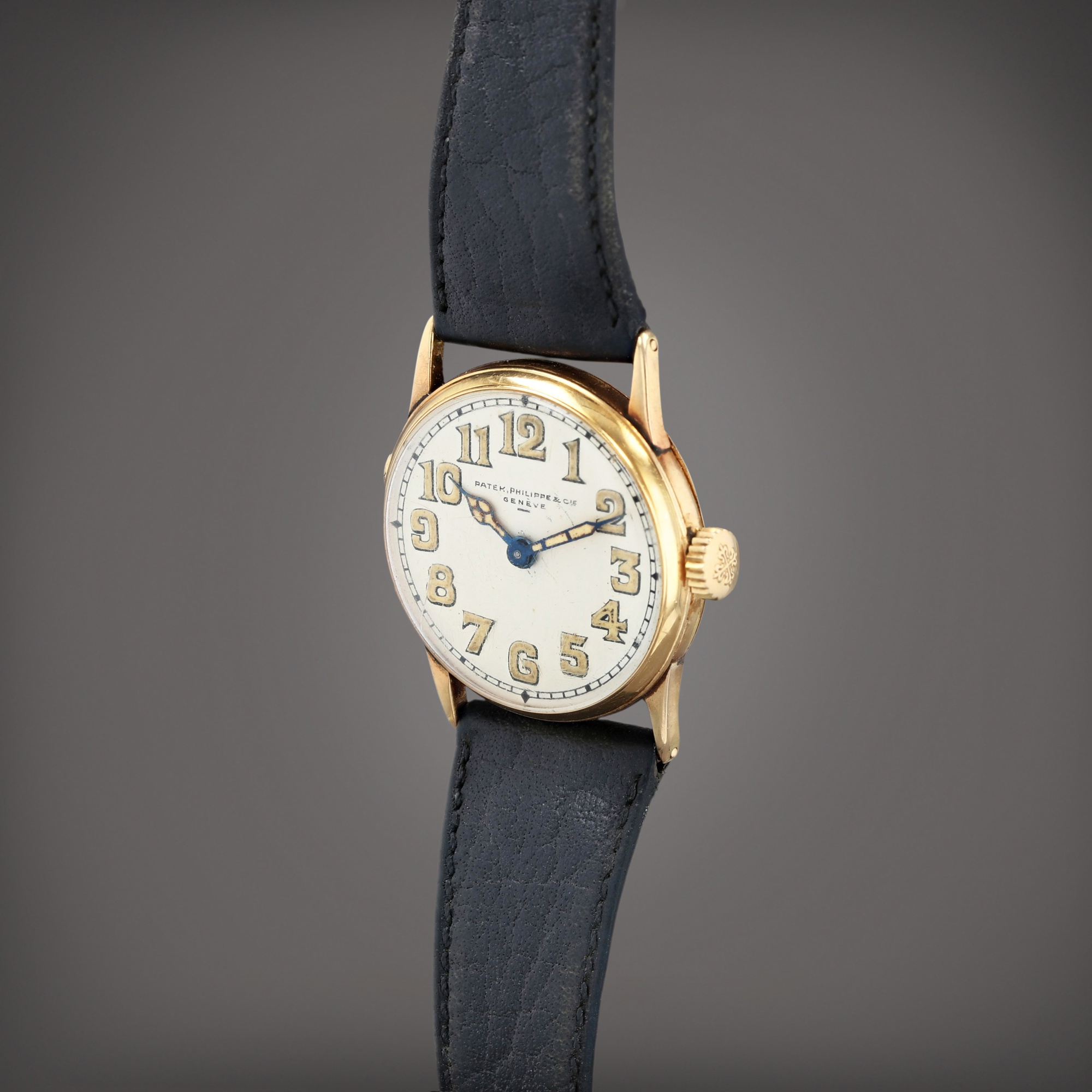
Reloj Patek Philippe de gran valor histórico, conocido como “La hija del relojero”. Fue propiedad del fundador de Patek Philippe, Adrien Philippe, y es el único reloj de pulsera que fue propiedad de uno de los fundadores de la empresa. Posteriormente se lo regaló a su hija el día de su boda en 1875. Se desconoce el paradero actual de este reloj, pero se rumorea que fue adquirido por el Museo Patek Philippe debido a su importancia histórica y procedencia. En un principio, el reloj fue encargado por el fundador, Adrien Philippe. Adrien le regaló el reloj a su hija Louise para su boda con Joseph Antoine Bénassy en 1875, que se recuerda como "el matrimonio que salvó a Patek Philippe". En ese momento, se necesitaba desesperadamente un sucesor para que la empresa sobreviviera a la generación fundadora. Joseph reemplazaría a Antoni Patek al frente de la empresa en 1877, tras la muerte de Patek. Este reloj es el antecesor más antiguo del modelo Calatrava, y posee el perfil y el tamaño que se convertirían en el estándar para los futuros relojes de pulsera, ya que es delgado y tiene una caja redonda, que también se usaría en el modelo Referencia 96. El reloj pasó de generación en generación entre los descendientes de Adrien Philippe durante 148 años. Se subastó en Sotheby's en 2023.

En 1875, Adrien Philippe encargó un reloj que más tarde entregó a su hija Louise como regalo de bodas, que se sabe que es el único reloj de pulsera que data de la antigüedad que perteneció a alguno de los fundadores de la firma. Este reloj histórico se conoce como "La hija del relojero" y fue subastado en 2023 por los descendientes de Adrien Philippe. Lo más probable es que el reloj lo haya comprado el Museo Patek Philippe, aunque esto no está confirmado y puede que sea propiedad de un coleccionista privado. La boda entre Louise Philippe y Joseph Antoine Bénassy, en la que se presentó el reloj, se considera la boda que ayudó a Patek Philippe a sobrevivir a la generación fundadora, al proporcionar a la empresa un sucesor de Antoni Patek.
En marzo de 1877, Antoni Patek murió a la edad de 65 años, pero su único hijo, Léon Mecyslas Vincent Patek, no se incorporó a la empresa. Como resultado, Joseph Antoine Bénassy-Philippe, uno de los yernos de Adrien Philippe, sucedió a Antoni Patek en el cargo. En 1887, la cruz de una de las cuatro órdenes militares de España, la Orden de Calatrava, se convirtió en el logotipo registrado de la empresa Patek Philippe, como una alusión elogiosa a la todavía existente orden de caballeros católicos que luchó contra los musulmanes en las Cruzadas. En 1891, Adrien Philippe, de 76 años, cedió su puesto en la empresa a su hijo menor, Joseph Emile Philippe, junto con François Antoine Conty. Adrien Philippe murió en enero de 1894.

### Reestructuración de la empresa
En 1901, Patek Philippe se transformó en una sociedad por acciones, Ancienne Manufacture d'horlogerie Patek, Philippe & Cie, Société Anonyme, iniciada por J. A. Bénassy-Philippe y Joseph E. Philippe. Patek Philippe, que seguía funcionando como una empresa familiar, contaba en aquel momento con siete accionistas, cinco de los cuales formaban el consejo de administración, siendo J. A. Bénassy-Philippe el presidente. El hijo de Joseph E. Philippe se unió posteriormente a la empresa y fue el último descendiente de los fundadores en el negocio.
En 1915, Albert Einstein encargó un reloj de bolsillo de oro a Patek Philippe. Ese mismo año, completó su teoría de la relatividad general.
La familia Stern de Suiza es propietaria de Patek Philippe desde 1932, cuando Charles Stern y Jean Stern adquirieron la empresa durante la época de la Gran Depresión.
La empresa de los hermanos Stern, "Fabrique de Cadrans Sterns Frères", había sido socia comercial de Patek Philippe como proveedora de esferas de relojes. En 1935, Patek Philippe llegó a los mercados estadounidenses de la mano de la "Henri Stern Watch Agency", con sede en Nueva York, donde se vendió como marca hermana junto con Universal Genève.
En 1958, Henri Stern, hijo de Charles Stern, fue nombrado presidente de Patek Philippe. Alan Banbery, que anteriormente diseñó los movimientos "Compax" de Universal y trabajó como relojero para Garrard & Co de Londres, asumiría el puesto de Director de Ventas en 1965 y más tarde escribió libros de referencia oficiales sobre los modelos clásicos de relojes de bolsillo y de cronógrafos de Patek Philippe.

### Desarrollos recientes
En 1993, Philippe Stern, hijo de Henri Stern, fue nombrado presidente de la empresa. Inició en 1996 la publicación de la revista Patek Philippe Magazine, que se publica dos veces al año, y que está reservada a los propietarios de relojes de la firma. La publicación ha recibido contribuciones de varios escritores destacados, entre ellos escritores premiados con el Nobel de Literartura como Gao Xingjian y José Saramago.
En 2009, el hijo de Philippe Stern, Thierry Stern, tomó las riendas del negocio de manos de su padre. En 2010, la empresa produjo 40.000 relojes y, según Thierry Stern, la producción aumentó hasta las 58.000 piezas en 2017. En 2018, la cifra ascendió a 62.000 y, para mantener la calidad y la exclusividad, Patek Philippe solo aumentaría lentamente la cantidad de relojes producidos cada año (entre un 1 y un 3 por ciento anual), pero con un límite. En 2024, la empresa era miembro activo de la Fédération de l'industrie horlogère suisse.
Desde la década de 2000, los relojes Patek Philippe han alcanzado repetidamente precios muy elevados en distintas subastas internacionales. En 2023, entre los diez relojes más caros del mundo, nueve eran relojes Patek Philippe. Entre los 58 relojes más caros vendidos en subasta (por más de 2 millones de dólares estadounidenses), 46 son relojes Patek Philippe. Una pequeña parte de la demanda de piezas subastadas está impulsada por la propia casa Patek Philippe, que compra algunas piezas en el mercado de subastas para añadirlas a la colección del Museo Patek Philippe de Ginebra.

## Lema y eslogan
Uno de los eslóganes de la empresa Patek Philippe es "Nunca posees realmente un Patek Philippe. Simplemente lo cuidas para la próxima generación". El eslogan se introdujo cuando la empresa lanzó su campaña "Generaciones" en 1996.

## Fabricación de relojes

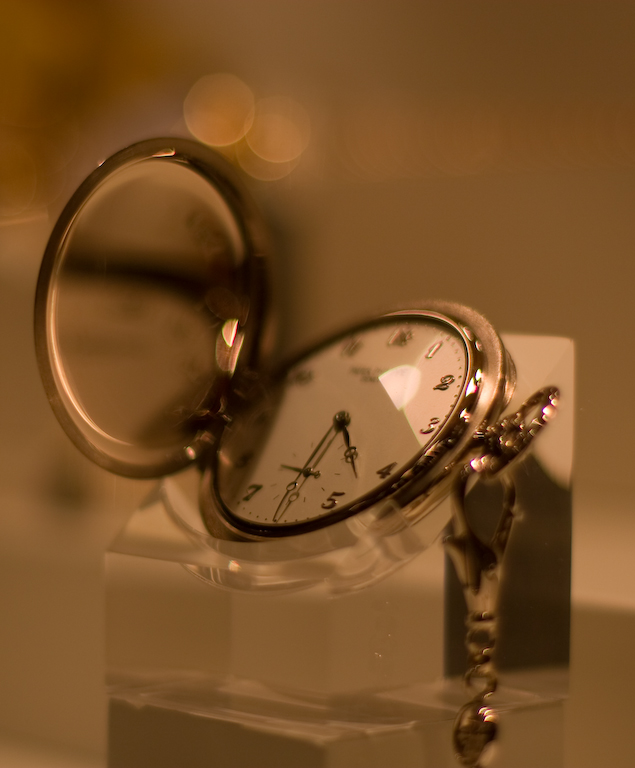
Un reloj de bolsillo de la colección Patek Philippe de Tiffany & Co., un distribuidor autorizado y socio comercial cercano de Patek Philippe

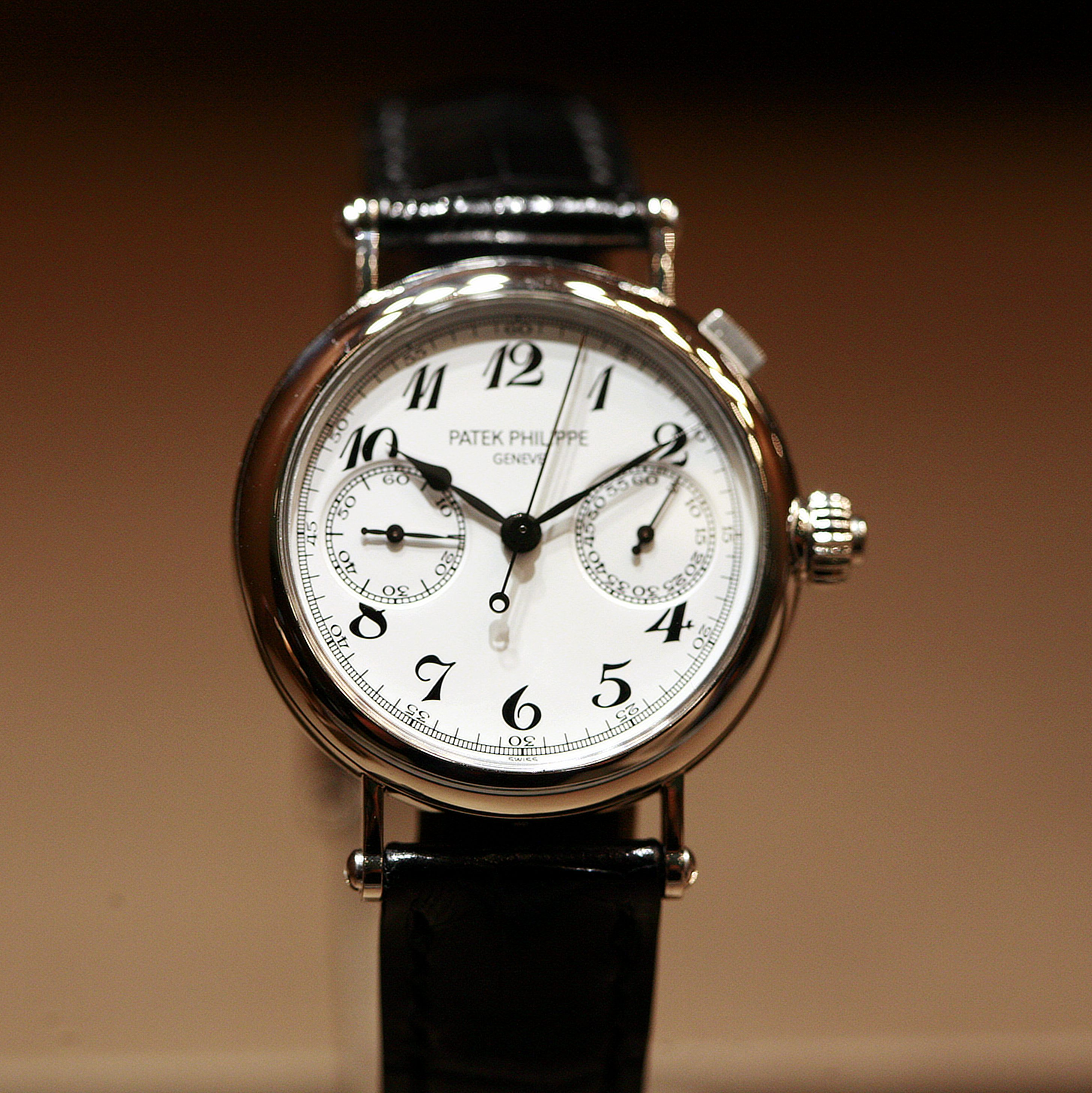
Cronógrafo de pulsera Patek Philippe

Patek Philippe fabrica los componentes de sus propios relojes. Al igual que otros fabricantes suizos, la empresa produce principalmente movimientos mecánicos con mecanismos automáticos o de cuerda manual, pero también ha estado produciendo relojes de cuarzo. De hecho, Patek Philippe fue una de las veinte empresas relojeras suizas que fundaron el "Centro Electrónico Relojero" y que desarrollaron en colaboración los primeros movimientos de cuarzo suizos, como el movimiento Beta 21 (1969) que fue utilizado por varios fabricantes en sus relojes. En la década de 1950, la empresa incluso produjo un prototipo de reloj de pulsera digital mecánico, denominado Ref. 3414.
La firma popularizó algunas complicaciones como el calendario perpetuo, el cronógrafo doble y la repetición de minutos en los relojes mecánicos. En 2009, la empresa anunció que todos sus futuros relojes mecánicos llevarían impreso el "Sello Patek Philippe", que requiere una precisión de -3/+2 segundos por día para diámetros no inferiores a 20 mm y de -5/+4 segundos por día para diámetros inferiores a 20 mm, superando así el estándar más alto de la industria de fabricación de relojes y abandonando así el "Sello de Ginebra".
En diciembre de 2018, el Fondo Mundial para la Naturaleza (WWF) publicó un informe en el que se asignaban calificaciones ambientales a 15 importantes fabricantes de relojes y joyeros de Suiza. Patek Philippe recibió la calificación ambiental más baja como "recién llegados/no transparentes", lo que sugiere que el fabricante ha tomado pocas medidas para abordar el impacto de sus actividades de fabricación sobre el medio ambiente y con respecto al cambio climático.

### Invenciones y patentes notables
A lo largo de su historia, Patek Philippe ha ideado más de 20 calibres básicos y ha registrado más de 100 patentes. A continuación se enumeran algunas de las contribuciones importantes de la compañía a la industria relojera:
- En 1845, patentó el sistema de cuerda sin llave y ajuste manual, que recibió una medalla de bronce en la Exposición Industrial de 1844 en París.[18]
- En 1868, creó el primer reloj de pulsera suizo.[18]
- En 1881, patentó su regulador de precisión.[60]
- En 1889, patentó el mecanismo del calendario perpetuo para relojes de bolsillo.[60]
- En 1902, patentó el cronógrafo doble.[60]
- En 1916, produjo el primer reloj de pulsera para dama del mundo con una complicación (n.º 174 603, un repetidor de cinco minutos).[60]
- En 1923, se lanzó el primer reloj de pulsera cronógrafo doble del mundo (n.º 124 8244).[60]
- En 1925, se creó el primer reloj de pulsera con calendario perpetuo del mundo (n.º 97 975), con un movimiento compacto para relojes de colgante creado en 1898.[60][61]
- En 1933, se creó el Patek Philippe Henry Graves Supercomplication, el reloj mecánico más complicado del mundo hasta 1989 (con 24 complicaciones).[62]
- En 1949, se patentó el volante regulador Gyromax.[62]
- En 1956, creó el primer reloj totalmente electrónico del mundo que, en 1958, recibió el "Premio de miniaturización" en Nueva York.[63][64][65][66]
- En 1962, un movimiento tourbillon de la firma logró el récord mundial de precisión de cronometraje (aún no superado) para relojes mecánicos, registrado en el Observatorio de Ginebra.[64][66]
- En 1986, patentó el calendario perpetuo secular con indicación de fecha retrógrada.[64]
- En 1989, creó el Patek Philippe Calibre 89, el reloj mecánico más complicado del mundo (con 33 complicaciones) hasta 2015.[67]
- En 1996, patentó el mecanismo de calendario anual y presentó el primer modelo de calendario anual, el Ref. 5035.[67][68]
- En mayo de 2003, lanzó el calendario anual Ref. 5250, siendo el primer reloj del mundo con una rueda de escape de silicio (fabricada con la aleación Silinvar).[67][69][70]
- En 2006, presentó el Spiromax, un resorte regulador basado en silicio.[67]
- En 2008, presentó el Pulsomax, un mecanismo de escape basado en silicio.[67]
- En 2011, presentó el conjunto Oscillomax, que combina la espiral Spiromax, el escape Pulsomax y el volante GyromaxSi.[67]
- En 2014, creó el Grandmaster Chime Ref. 5175, uno de los relojes de pulsera más complicados del mundo (con 20 complicaciones).[67][71]

## Modelos notables

### Piezas más caras

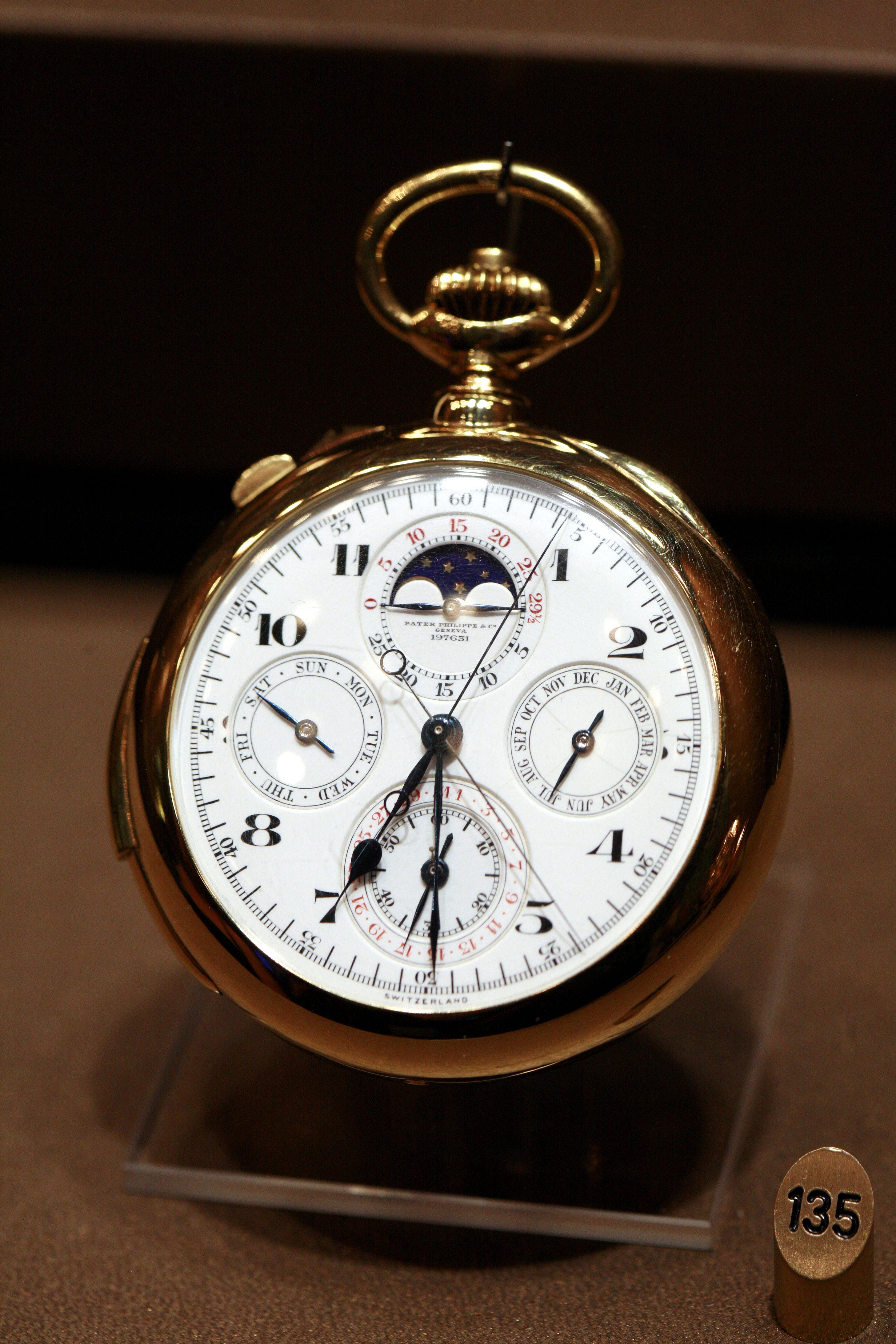
Reloj de bolsillo Patek Philippe

- El 28 de noviembre de 2012, el Patek Philippe Star Calibre 2000 Ref. 990/1 se vendió en la sala Christie's de Hong Kong por un precio final de 3,28 millones de dólares, convirtiéndose en el reloj más caro jamás subastado en Asia en ese momento.[72] El reloj cuenta con 21 complicaciones, incluidos los Cuartos de Westminster, repetidor de minutos, órbita lunar, etc., y se fabricó en 2008.[73]
- El 11 de noviembre de 2014, el Patek Philippe Henry Graves Supercomplication se vendió en la subasta de Sotheby's de Ginebra por un récord de 23,98 millones de dólares, convirtiéndose en el reloj más caro jamás vendido en una subasta. Mantuvo el título hasta el 9 de noviembre de 2019.[74] Este singular reloj se fabricó en 1933 para el destacado banquero Henry Graves Jr. El reloj de bolsillo ultra-complicado (que incluye 24 complicaciones) fue el resultado de la amistosa competición relojera que Graves mantuvo con James Ward Packard. Tras la muerte de Graves, el reloj quedó en manos de su hija y, después, de su nieto hasta 1969, cuando se vendió a Seth G. Atwood, que lo conservó en su famoso "Time Museum" en Rockford (Illinois) hasta 1999.[74][75] El reloj se subastó por primera vez en Sotheby's en diciembre de 1999 por la cifra récord de 11 millones de dólares, siendo adquirido por el jeque Saud bin Muhammed Al Thani, miembro de la familia real de Catar.[76]
- El 12 de noviembre de 2016, un Patek Philippe Ref. 1518 en acero se alzó con el título de "reloj de pulsera" más caro jamás vendido en una subasta (hasta octubre de 2017). Vendido a través de la casa de subastas de Phillips en Ginebra, alcanzó un precio final de 11,14 millones de dólares.[77] Esta fue la primera vez que se subastó un modelo Ref. 1518 con caja de acero (solo se fabricaron cuatro en acero). De hecho, esta pieza fue la primera de las cuatro Ref. 1518 de acero fabricadas, que cuentan con un cronógrafo y calendario perpetuo.[78]
- El 9 de noviembre de 2019, el Patek Philippe Grandmaster Chime Ref. 6300A-010 se convirtió en el reloj más caro jamás vendido en una subasta, al alcanzar los 31 millones de dólares en la subasta de Christie's celebrada en Ginebra.[79][17]
- El 11 de diciembre de 2021, el Patek Philippe Nautilus Ref. 5711 con esfera azul Tiffany estableció un nuevo récord mundial para cualquier reloj de pulsera vendido en línea, al alcanzar los 6,5 millones de dólares en la subasta de Phillips en Nueva York.[80]
- El 25 de abril de 2022, un Patek Philippe Ref. 2499, que presenta una rara caja de oro rosa y una firma aún más rara en su subesfera central de Gobbi, el comerciante de relojes de Milán, se vendió en Sotheby's en Hong Kong por 7,68 millones de dólares, estableciendo un nuevo récord como el modelo Ref. 2499 más caro jamás vendido en una subasta.[81]

### Reloj de pulsera Calatrava
En 1932, Patek Philippe lanzó el primer modelo Calatrava Ref. 96, que fue diseñado por el relojero inglés David Penney, influido por el movimiento artístico de la Escuela de la Bauhaus en Alemania. Originalmente, los hermanos Stern, poco después de adquirir Patek Philippe en 1932, lanzaron el Calatrava con la intención de que la compañía superase la Gran Depresión sin problemas.
El Calatrava Ref. 96 original estuvo en producción durante más de 40 años, y sus modelos sucesores incluyen el Ref. 2526, el Ref. 3520 y el Ref. 5196 entre otros. Conocido por su diseño simple y elegante, el reloj de pulsera Calatrava ha sido un modelo emblemático de Patek Philippe desde su introducción. Cabe destacar que la "Cruz de Calatrava" ha sido el logotipo de la empresa desde 1887.

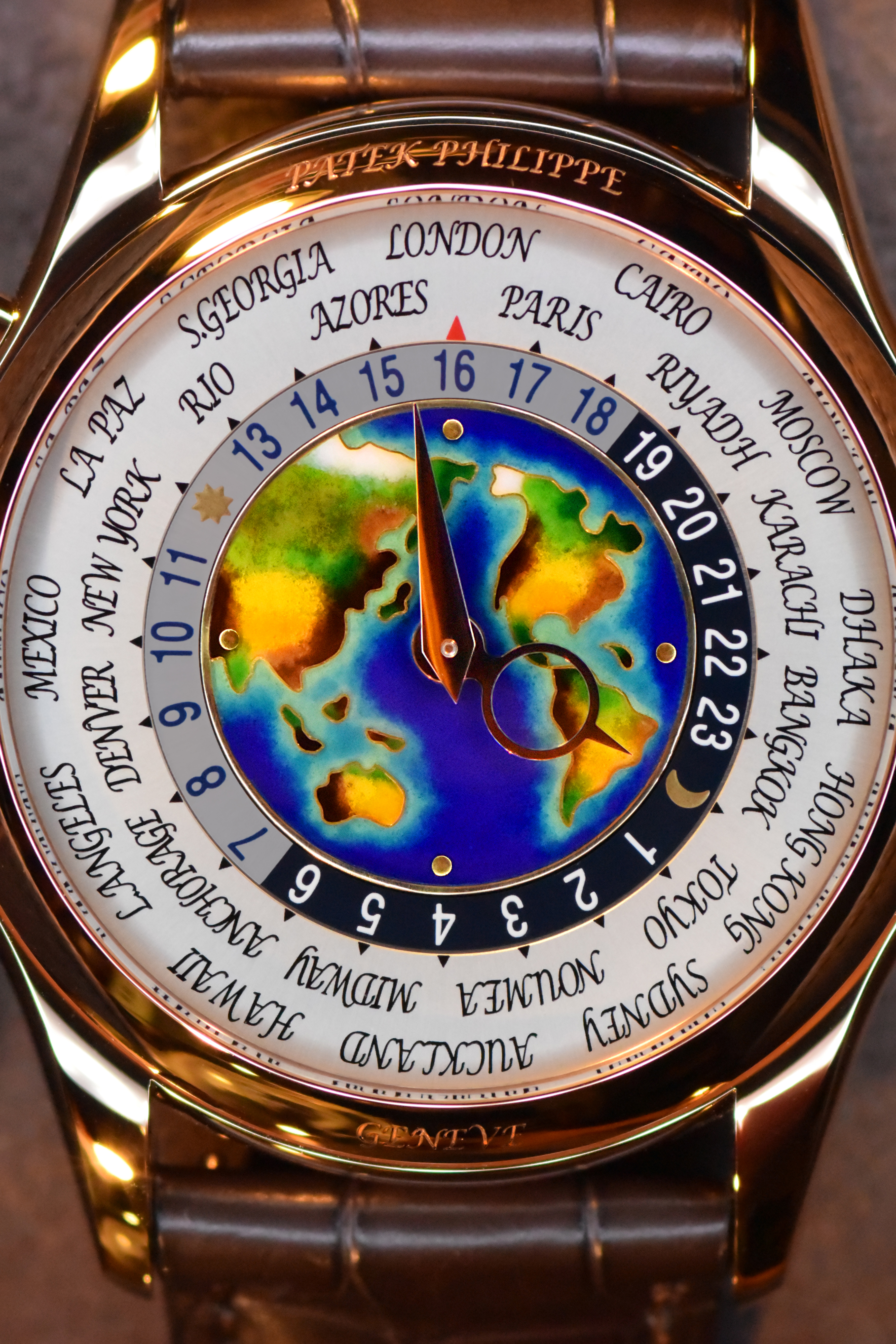
Reloj de pulsera Patek Philippe 5131R-011 con hora mundial

### Reloj de pulsera World Time
La colección Patek Philippe World Time ("Heures Universelles") se presentó en 1939, siendo la Ref.1415 el primer modelo. El "World Time" complication puede mostrar la hora de los 24 husos horarios en el mismo reloj, y fue inventado por el relojero suizo Louis Cottier en 1931. La invención de Cottier atrajo a varias empresas relojeras, mientras que Patek Philippe fue la primera empresa en introducir una serie de relojes de pulsera World Time después de forjar una asociación con el Sr. Cottier. Los sucesores de la Ref. 1415 incluyen la Ref. 2523, la Ref. 5230 y la Ref. 5531 (con repetidor de minutos) entre otras.
En 2018, la colección Patek Philippe World Time (Ref. 1415, Ref. 2523) ocupa 6 puestos entre los 58 relojes más caros vendidos en subasta (por más de 2 millones de dólares), siendo el récord de 4,027 millones de dólares estadounidenses (6.603.500 CHF) obtenidos en la subasta de Antiquorum en Ginebra el 13 de abril de 2002.

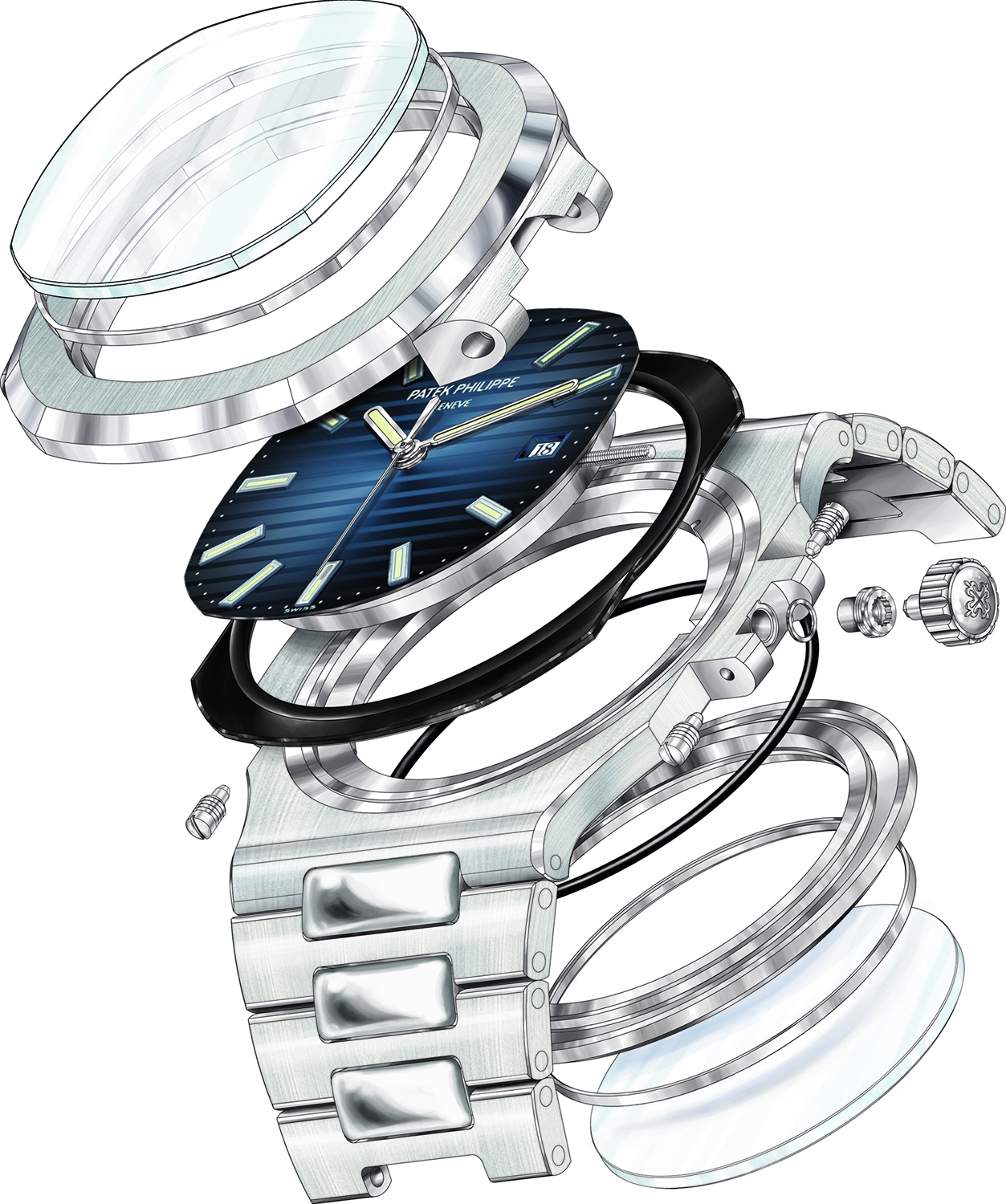
Diagrama del Nautilus

### Reloj de pulsera Nautilus
En 1976, Patek Philippe presentó la colección Nautilus tras decidir que había llegado el momento de producir un reloj deportivo exclusivo con acabados de la más alta calidad. El primer modelo fue la Ref. 3700 y estaba fabricado en acero. Fue diseñado por el relojero suizo Gérald Genta, quien anteriormente diseñó la colección Royal Oak para Audemars Piguet, y fue lanzado por Patek Philippe durante la crisis del cuarzo, con el objetivo de que ayudara a volver a atraer la atención de la gente hacia los relojes mecánicos suizos de alta gama.
La colección Nautilus jugó un papel clave en la estrategia de marketing general de Patek Philippe, ya que tenía que refrescar la imagen de la marca al tiempo que perpetuaba la tradición. El objetivo estaba representado por gerentes comerciales dinámicos de las nuevas generaciones. El reloj de pulsera Nautilus se ha convertido en una de las colecciones más populares de Patek Philippe, y los modelos Ref. 5711 y 5712, que la compañía presentó en 2006 para celebrar el 30 aniversario de la colección, se encuentran entre los modelos más populares.

### Reloj de pulsera Aquanaut
En 1997, Patek Philippe presentó la colección Aquanaut, que marca un cambio con respecto a sus relojes de vestir tradicionales. El primer modelo Aquanaut, Ref. 5060A, fue elaborado en acero inoxidable y equipado con una esfera negra y una correa de caucho negra. La colección Aquanaut ha crecido para abarcar una variedad de modelos en acero inoxidable, oro rosa y oro blanco, con complicaciones adicionales como funciones de cronógrafo y tiempo de viaje.
El Aquanaut se ha convertido en una colección de gran éxito para Patek Philippe, conocida por su mezcla de deportividad, lujo y facilidad de uso diario.

### Cronógrafo de calendario perpetuo
El cronógrafo con calendario perpetuo de la firma se presentó en 1941, siendo la Ref. 1518 el primero de estos modelos. El 12 de noviembre de 2016, un Ref. 1518 en acero se convirtió en el reloj de pulsera más caro jamás vendido en una subasta (hasta octubre de 2017), alcanzando un récord de 11,14 millones de dólares en Ginebra (a través de la casa de subastas Phillips).
Como sucesor, la Ref. 2499 es ampliamente considerado como uno de los mejores modelos de relojes del mundo. Históricamente, solo se fabricaron 349 unidades de la Referencia 2499 entre 1950 y 1985, alrededor de 9 ejemplares cada año. En 35 años, se introdujeron cuatro series de la Ref. 2499, que ejercieron una fuerte influencia en los diseños de relojes de muchos otros relojeros de renombre. A junio de 2019, la Ref. 2499 ocupa once puestos entre los 59 relojes relojes más caros y al menos 18 ejemplares de Ref. 2499 se han subastado por más de 1,5 millones de dólares, siendo el récord mundial de 3,880 millones de dólares en la subasta de Sotheby's de Ginebra el 13 de noviembre de 2018. Los sucesores de Ref. 2499 incluyen, en orden cronológico, Ref. 3970, Ref. 5970 y Ref. 5270.

### Sky Moon Tourbillon

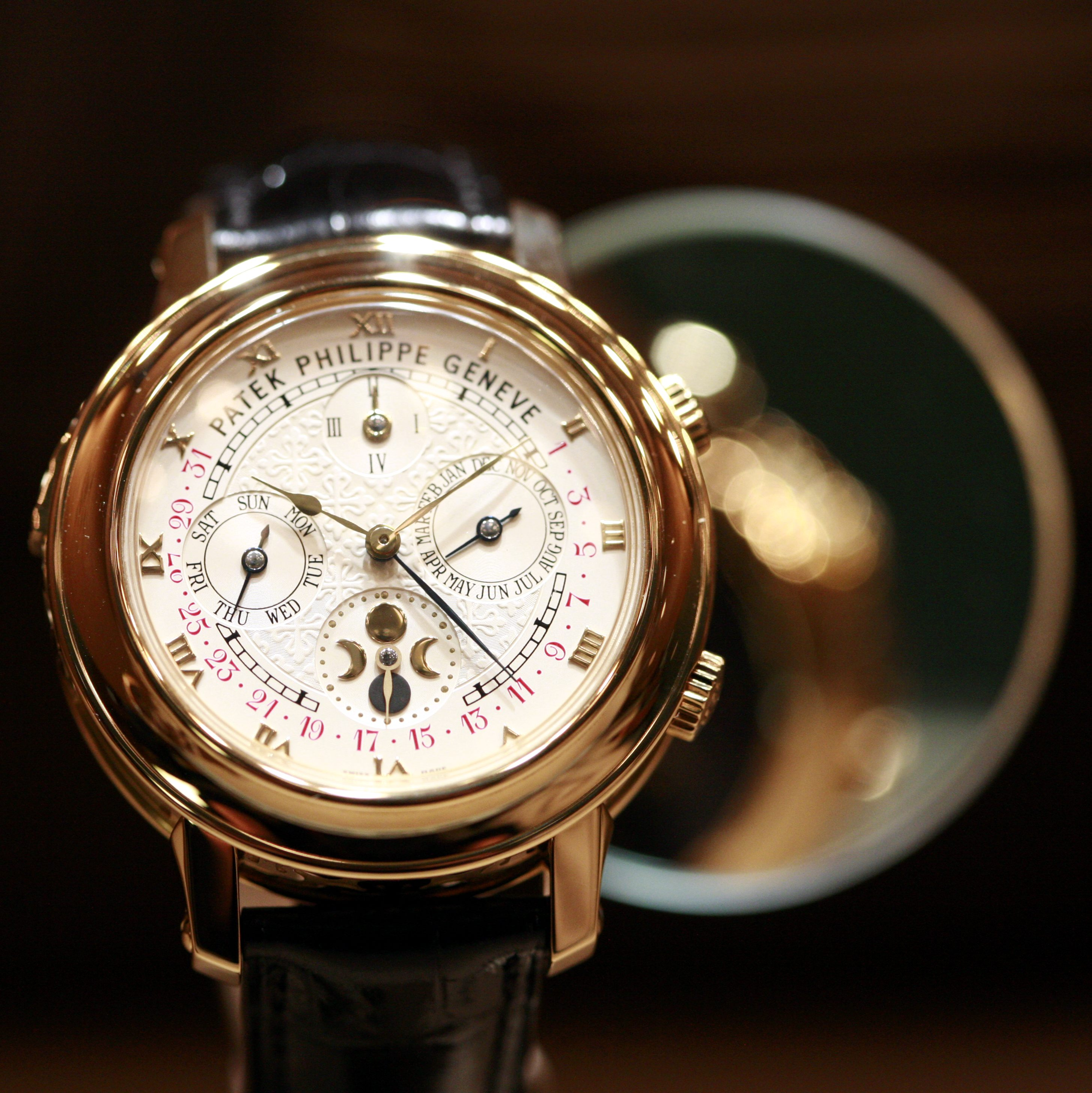
Patek Philippe Ref. 5002 Sky Moon Tourbillon

El reloj de pulsera Patek Philippe Sky Moon Tourbillon se presentó en 2001, siendo la referencia 5002 el primer modelo. El reloj de pulsera tiene dos diales y contiene 12 complicaciones, entre ellas tourbillon, repetidor de minutos, mapa del cielo y fase lunar y órbita. En 2013, la empresa presentó el segundo modelo del Sky Moon Tourbillon, Ref. 6002, también con 12 complicaciones. El nuevo modelo requirió 7 años de investigación y desarrollo, mientras que el grabado de cada pieza por sí sola requiere más de 100 horas de trabajo.
Este modelo fue el reloj de pulsera más complicado de Patek Philippe hasta 2014. Se estima que solo se fabrican entre 3 y 5 piezas por año, y el precio de cada pieza supera los 1,2 millones de dólares. Sin embargo, cada compra de la pieza requiere una solicitud del comprador y tiene que ser aprobada por el presidente de Patek Philippe, Thierry Stern. El 2 de octubre de 2018, la casa Poly Auction subastó un Sky Moon Tourbillon 6002G en Hong Kong, por 2,707 millones de dólares, lo que lo convierte en uno de los relojes de su clase más caros.

### Edición del 150 aniversario
En 1989, Patek Philippe creó el Patek Philippe Calibre 89, entonces el reloj mecánico más complicado jamás fabricado, con ocasión del 150 aniversario de la firma. El calibre 89 contiene 33 complicaciones, incluida la fecha de Pascua, la hora del amanecer, la ecuación del tiempo, el tiempo sidéreo y muchos otros indicadores. Un mecanismo compuesto por 1.728 piezas únicas permiten mostrar el tiempo sidéreo, un mapa celeste con 2.800 estrellas y otras funciones. Además, el Calibre 89 puede añadir un día a febrero para los años bisiestos y omitir el día adicional por cada intervalo de 100 años.
Patek Philippe fabricó solo cuatro piezas del Calibre 89: una en oro blanco, otra en oro amarillo, otra en oro rosa y otra en platino. El Calibre 89 en oro amarillo y el de oro blanco se vendieron en subastas de Antiquorum en 2009 y 2004, respectivamente, y ambos relojes se encuentran actualmente entre los diez más caros de los vendidos en subasta, con precios finales superiores a los 5 millones de dólares estadounidenses.

### Edición del 175 aniversario
En 2014, Patek Philippe presentó el Grandmaster Chime Ref. 5175, el reloj de pulsera más complicado jamás construido por el fabricante (con 20 complicaciones, pero ningún tourbillon), para celebrar su 175 aniversario. Solo se produjeron siete ejemplares de la Ref. 5175, uno de los cuales se encuentra en el Museo Patek Philippe de Ginebra de forma permanente. El precio de venta de cada uno de los otros seis ejemplares fue de 2,6 millones de dólares.
En 2016, Patek Philippe presentó el Grandmaster Chime Ref. 6300, que sucedió al Grandmaster Chime Ref. 5175. El modelo Ref. 6300 también tiene 20 complicaciones, entre ellas gran sonería, repetidor de minutos y alarma con sonería de tiempo (pero sin tourbillon), con un precio de venta de más de 2,2 millones de dólares. La compra de cada pieza también requiere una solicitud del comprador y debe ser aprobada por el presidente de Patek Philippe, Thierry Stern.